# ときめきのヘッドライナー
「ときめきのヘッドライナー」は、2013年11月6日にT-Palette Recordsから発売された、Negicco通算14作目のシングル。

## 解説
活動11年目初となるシングル。表題曲は、2月発売の「愛のタワー・オブ・ラヴ」を手掛けた西寺郷太がプロデュースと作曲を、作詞は7月発売のアルバム『Melody Palette』でジャケット・アートワークのクリエイティヴ・ディレクションを手掛けたジェーン・スーがそれぞれ担当。そして編曲は西寺と奥田健介、さらにレコーディングには西寺がプログラミングとコーラス、奥田がギターとキーボードそしてプログラミング、小松シゲルがドラムスと、NONA REEVESのメンバー3人が揃って参加した。1番大切にされる人＝“本命”になりたいという気持ちと、Negiccoとしての“新しい挑戦”が歌われたナンバー。
カップリングには、これまでのNegicco楽曲と同様connieが掛けた「さよならMusic」を収録。レコーディングには奥田と小松に加え、ノーナのサポートを長年務め、KIRINJIのメンバーにもなった千ヶ崎学がベースで参加。さらにCDには「愛のタワー・オブ・ラヴ」の西寺自身によるセルフ・リミックスも追加収録。リミックスについて西寺は「9月末にトランス状態でプログラミングしました」という。
ヴィジュアルのクリエイティヴ・ディレクターは『Melody Palette』に続きジェーン・スーが担当、ジャケットのほか、初回限定盤に付属するDVDに収録の「ときめきのヘッドライナー」のPVを手掛けた。アーティスト写真についてジェーン・スーは「Negiccoがいつかフェスのヘッドライナーをつとめるぐらいになったとき、電光掲示板にアー写がドーンと出てお客さんがワーッとなるとしたらこんな写真、というイメージで作りました」と説明している。
11月1日に新潟LOTSで行われたライブ「NONAとNegicco『ときめきの“DOUBLE”HEADLINER!!』」では、ノーナ・リーヴスをバックに披露された。

## 収録曲
1. ときめきのヘッドライナー
作詞：Jane Su / 作曲：西寺郷太 / 編曲：奥田健介, 西寺郷太
  - テレビ埼玉「ごごたま」2013年11月度エンディングテーマ
2. さよならMusic
作詞・作曲・編曲：connie
3. 愛のタワー・オブ・ラヴ (EXTENDED 12" REMIX)
4. ときめきのヘッドライナー (INSTRUMENTAL)
5. さよならMusic (INSTRUMENTAL)

## DVD
1. ときめきのヘッドライナー [Music Video]
2. ときめきのヘッドライナー MVメイキング映像 [Bonus Video]

## 7inch

### A-SIDE
1. ときめきのヘッドライナー

### B-SIDE
1. さよならMusic

## クレジット

### ときめきのヘッドライナー
- Produced by 西寺郷太
- NONA REEVES
  - 西寺郷太：Programming, Percussion & Backing Vocals
  - 奥田健介：Electric Guitars, Keyboards & Programming
  - 小松シゲル：Drums
- connie：Programming
- Recording & Mixing Engineer：兼重哲哉

### さよならMusic
- Produced by connie
- connie：Programming & Background Vocals
- 奥田健介：Electric Guitars
- 西寺郷太：Drums
- 千ヶ崎学 (KIRINJI)：Bass
- Recording Engineer：井上一郎 (N-TRIBE)

### 愛のタワー・オブ・ラヴ (EXTENDED 12" REMIX)
- Produced & Remixed by 西寺郷太

### スタッフ
- Negicco
  - Nao☆
  - Megu
  - Kaede (1991年生の歌手)
- Recorded & Mixed by 兼重哲哉
- Mastering Engineer：瀧澤"Tucky"大介
- Coordination：矢島淳 (KOKOMO BROTHERS Ltd.)
- Artist Manager：熊倉維仁 (Negi-Pro)
- Label A&R：雪田容史 (TOWER RECORDS)
- Label Promotion：吉野省吾 (TOWER RECORDS)
- Public Relations：高橋真理 (TOWER RECORDS)
- Label Coordinator：村木万里子 (TOWER RECORDS)
- Label Producer：村上誠 (TOWER RECORDS)
- Executive Producer：嶺脇育夫 (TOWER RECORDS)
- Voice Trainer：高田真樹子
- Choreographer：宮田彩佳
- Creative Direction：ジェーン・スー (agehasprings)
- Art Direction & Design：田中勤郎 (arctik)
- Photography：藤城貴則
- Hair & Make-up：高城裕子
- Styling：宮崎真純 (likkle more)
- Coordination：市川康久 (agehasprings)

### ときめきのヘッドライナー [Music Video]
- Director & Camera: Keita Ikeda
- Camera Assistant: Shuta Morioka (spice)
- Lighting: Yasunori Sugiyama (Vonds)
- Production Assistant: Yuta Okano
- CG:
- Kentaro Saisho (Studio 3140)
- Koji Aramaki (Studio 3140)
- Asaka Kishida (Studio 3140)

### ときめきのヘッドライナー MVメイキング映像 [Bonus Video]
- Making Director: Tsukasa Ito

## リリース日一覧
| 地域 | リリース日    | レーベル          | 規格                   | カタログ番号                |
| ---- | ------------- | ----------------- | ---------------------- | --------------------------- |
| 日本 | 2013年11月6日 | T-Palette Records | マキシシングル+DVD     | TPRC-0057【初回限定盤】     |
| 日本 | 2013年11月6日 | T-Palette Records | マキシシングル         | TPRC-0058【通常盤】         |
| 日本 | 2013年11月6日 | T-Palette Records | 7nchレコード           | TPRV-0005【完全生産限定盤】 |
| 日本 | 2013年11月6日 | T-Palette Records | デジタル・ダウンロード | -                           |